# Папа Јован XII
Папа Јован XII (лат. Ioannes XII; Рим 937 – Рим, 14. мај 964) је био 130. папа од 21. децембра 955. до 14. маја 964.